# فرمان و تسخیر: هشدار قرمز ۳
«فرمان و تسخیر: هشدار قرمز ۳» (انگلیسی: Command & Conquer: Red Alert 3) یک بازی ویدئویی در سبک راهبرد بی‌درنگ است که توسط الکترونیک آرتس و در سال ۲۰۰۹ منتشر شد. «فرمان و تسخیر: هشدار قرمز ۳» در پلت‌فرم‌های اکس‌باکس ۳۶۰، پلی‌استیشن ۳، و مایکروسافت ویندوز منتشر شده‌است. بازی Command & Conquer: Red Alert 3 یک بازی ویدیویی استراتژی است که توسط EA Los Angeles توسعه یافته و توسط Electronic Arts منتشر شده است. این بازی در اکتبر ۲۰۰۸ برای مایکروسافت ویندوز در ایالات متحده و اروپا عرضه شد. نسخه Xbox 360 نیز در ۱۱ نوامبر همان سال منتشر شد. علاوه بر این، نسخه پلی‌استیشن ۳ با عنوان Command & Conquer: Red Alert 3 – Ultimate Edition که شامل محتوای اضافی بود، در ۲۳ مارس ۲۰۰۹ به همراه نسخه مک توسط TransGaming عرضه شد. این بازی ادامه‌دهنده سری Red Alert در مجموعه Command & Conquer است. همچنین یک بسته الحاقی مستقل با نام Command & Conquer: Red Alert 3 – Uprising در مارس ۲۰۰۹ برای ویندوز منتشر شد که به صورت توزیع دیجیتال در دسترس قرار گرفت.
مانند نسخه‌های قبلی سری Red Alert، این بازی در یک واقعیت جایگزین از جنگ جهانی دوم روایت می‌شود که در آن متحدین غربی با اتحاد جماهیر شوروی می‌جنگند. در Red Alert 3، رهبری شوروی که با شکست مواجه شده، به گذشته سفر می‌کند تا آلبرت اینشتین را از بین ببرد و مانع از کمک او به متحدین شود، تا راه را برای سلطه شوروی در زمان حال هموار کند. اما به عنوان یک پیامد ناخواسته، یک قدرت سوم به نام امپراتوری خورشید تابان پدید می‌آید و هر سه طرف وارد جنگ می‌شوند. هر سه جناح قابل بازی هستند و گیم‌پلی شامل ساخت ساختمان‌ها و کارخانه‌ها، جمع‌آوری منابع و آموزش ارتش برای شکست دیگر بازیکنان است. هر جناح یک کمپین کاملاً مشارکتی دارد که می‌توان آن را با یک همتای هوش مصنوعی یا یک بازیکن دیگر به صورت آنلاین انجام داد. این بازی، مأموریت‌های استراتژیک را با فیلم‌های لایو اکشن ترکیب می‌کند که بازیگرانی چون جی.کی. سیمونز، تیم کری و جورج تاکی در نقش رهبران سه جناح حضور دارند.
بازخوردهای این بازی عموماً مثبت بود و منتقدان، بخش‌های مشارکتی و مالتی‌پلیر را به همراه نقش پررنگ‌تر جنگ‌های دریایی نسبت به دیگر بازی‌های استراتژی همزمان، از نقاط قوت آن دانستند. از جمله ضعف‌های معمول اشاره‌شده، مسائلی مانند مسیریابی واحدها و ناپایداری نت‌کد بازی بود.

## گیم پلی
Red Alert 3 مکانیک‌های اصلی استراتژی همزمان سری Command & Conquer را حفظ کرده است. جناح‌های درگیر با استفاده از جمع‌کننده‌های منابع آسیب‌پذیر، منابع را جمع‌آوری می‌کنند و از آن‌ها برای ساخت پایگاه‌ها و نیروهای نظامی در محل استفاده می‌کنند و ساختارهای گسترده با انواع واحدها و سلاح‌های فوق‌پیشرفته تشکیل می‌دهند. انواع سلاح‌ها تا حدی تخصصی شده‌اند که حتی یک سرباز مسلح به تفنگ می‌تواند ضربه‌های مستقیم یک توپ ضدتانک را تحمل کند. اصلاحات اصلی Red Alert 3 شامل افزودن امپراتوری خورشید تابان به جناح‌های زیرمجموعه، یک کمپین مشارکتی و گسترش جنگ‌های دریایی است.  
کمپین تکنفره و همکاری  
کمپین تکنفره به‌صورت کاملاً مشارکتی طراحی شده است. هر مأموریت با یک همپیمان انجام می‌شود که می‌تواند یک بازیکن دیگر به‌صورت آنلاین یا یکی از شخصیت‌های کنترل‌شده توسط هوش مصنوعی در حالت آفلاین باشد. تیم‌ها درآمد را به اشتراک می‌گذارند و معمولاً با نیروهای یکسانی شروع می‌کنند. به شخصیت‌های کامپیوتری می‌توان دستورات ساده‌ای مانند اشغال یک موقعیت خاص یا حمله به یک هدف مشخص را داد. هر جناح ۹ مأموریت دارد و داستان‌های هر طرف به‌صورت متقابل منحصربه‌فرد هستند.  
تأکید بر جنگ‌های دریایی  
جنگ دریایی به‌عنوان یک جبهه دیگر مورد توجه قرار گرفته است. کریس کوری، تهیه‌کننده اجرایی بازی، اشاره کرده که بسیاری از واحدها دوزیست هستند و در ازای انعطاف‌پذیری بیشتر، از کارایی کمتری برخوردارند. ساختمان‌ها و حتی کل پایگاه‌ها می‌توانند روی آب ساخته شوند، به‌جز تأسیسات تولیدی واحدهای زمینی یا دریایی (مثلاً کارخانه‌های تانک فقط روی زمین کار می‌کنند، اما تانک‌های سونامی دوزیست هستند و در کارخانه‌های دریایی تولید می‌شوند). بازیکنانی که اقیانوس را نادیده بگیرند، بخش قابل‌توجهی از اقتصاد بالقوه خود را به حریف واگذار کرده‌اند. همچنین، در حالی که برخی نقشه‌های کمپین کاملاً زمینی هستند، همه نقشه‌های چندنفره دارای بخش‌های آبی قابل‌توجهی هستند. استفاده از واحدهای دریایی و توانایی‌های مختلف واحدها به بازیکنان کمک می‌کند تا ضدحمله‌های مؤثری علیه نقاط قوت حریف انجام دهند.  
توانایی‌های ثانویه واحدها  
تقریباً هر واحد در بازی یک توانایی ثانویه دارد. نحوه استفاده از این توانایی‌ها متفاوت است: برخی فعال/غیرفعال می‌شوند، برخی نیاز به هدف‌گیری دارند و برخی دیگر با فشردن دکمه بلافاصله فعال می‌شوند. مثلاً:  
King Oni امپراتوری می‌تواند با استفاده از توانایی ثانویه خود به سمت دشمن حمله‌ور شود.  
Hammer Tank شوروی می‌تواند بین توپ تانک و پرتو لیزر که اچ‌پی دشمن را می‌دزدد، جابه‌جا شود.  
Athena Cannon متحدین می‌تواند با فشردن یک دکمه سپر انرژی خود را فعال کند، اما قبل از استفاده مجدد، یک زمان بازیابی دارد.  
همه این توانایی‌ها به یک دکمه اختصاص داده شده‌اند. همچنین، بازی دارای امتیاز تجربه است که برای ارتقای واحدها و خرید توانایی‌های فرماندهی (مانند حمله هوایی، شناسایی، پرتوهای ماهواره‌ای مغناطیسی و...) استفاده می‌شود. این توانایی‌های فرماندهی هزینه منابع ندارند، اما زمان بازیابی قابل‌توجهی دارند.  
تغییرات در سیستم منابع  
معدن‌های سنگ به‌عنوان منبع جمع‌آوری منابع حذف شده‌اند. این معدن‌ها از اولین Red Alert به‌عنوان معادل Tiberium معرفی شدند و در ظاهر به‌صورت معادن روباز بودند که سنگ از زمین رشد می‌کرد. اگرچه مکانیک گیم‌پلی تغییر چندانی نکرده، اما این معادن با معدن‌های ثابت جایگزین شده‌اند که بر استراتژی قرارگیری پالایشگاه‌ها و پالایش مخفیانه تأثیر گذاشته است.  
طراحی جناح‌ها  
اولین Red Alert حول یک جنگ جهانی دوم جایگزین بین متحدین (از جمله آلمان) و اتحاد جماهیر شوروی می‌چرخید، با عناصر علمیتخیلی مانند سیم‌پیچ‌های تسلای مسلح‌شده و سفر در زمان محدود مرتبط با آزمایش فیلادلفیا. Red Alert 2 به تهاجم شوروی به آمریکای شمالی با تانک‌ها، سربازان وظیفه، کشتی‌های هوایی غول‌پیکر و ماهی‌های مرکب روان‌کنترل‌شده پرداخت و در expansion آن (Yuri's Revenge)، موضوع تا یوفوها و سفر شوروی به ماه پیش رفت. کریس کوری در یک مصاحبه پیش از انتشار اشاره کرد که Red Alert 3 جناح‌های قابل بازی را بیشتر از هم متمایز کرده و "تا حد ممکن بر جنبه‌های طنزآلود طراحی جناح‌ها تأکید دارد".  
شوروی و متحدین: ترکیبی از قدیم و جدید  
شوروی: واحدهای این جناح به خشونت و نیروی بی‌رحم گرایش دارند. کشتی‌های هوایی Kirov حفظ شده‌اند و سربازان ضد هوایی حالا به‌عنوان سربازان جریمه‌ای عمل می‌کنند. همچنین، سگ‌های جنگی متحدین با خرس‌های زره‌پوش جایگزین شده‌اند که عملکردی یکسان دارند. واحدهای جدید شامل:  
   Hammer Tank: تانک‌های سنگینی که با پرتو مغناطیسی سلاح دشمن را می‌دزدند.  
   Sickle: پیاده‌نظام سبک که می‌تواند از موانع بپرد.  
   Stingray: قایق‌های حمله دوزیست با سیم‌پیچ تسلای دوقلو.  
   Bullfrog: ترابری‌های ضد هوایی که فقط می‌توانند سربازان را با توپ انسانی پرتاب کنند!  
شوروی به‌دلیل حوادث پیش‌زمینه داستان، فناوری هسته‌ای خود را از دست داده، اما با تکیه بر فناوری ساده، واحدهای ارزان و سازه‌های تعمیر سریع مانند سوپر رآکتور و جرثقیل خردکن، می‌تواند به‌راحتی پایگاه‌های دشمن را تحت فشار بگذارد. زره‌های شوروی به‌طور کلی از متحدین و ژاپنی‌ها مقاوم‌تر هستند و در ترکیب با پرده آهنین، بسیار خطرناک می‌شوند.  
تغییر بزرگ دیگر نیروی هوایی شوروی است که علاوه بر Kirovها، به جنگنده‌های MiG (با شوخی‌ای روی نام میکویان و گورویچ) و هلیکوپترهای چندمنظوره دسترسی دارد. به‌جای بمب‌های هسته‌ای، شوروی مُهره خلأ را توسعه داده است—یک کلاهک که انسان‌ها، وسایل نقلیه و ساختمان‌های آسیب‌دیده را به درون یک حفره فشرده می‌کشد و سپس منفجر می‌شود.  
متحدین: این جناح دارای طیف گسترده‌ای از ابزارهای غیرکشنده است که بسیاری از آن‌ها بازگشت واحدهای پیشرفته Red Alert 2 هستند. واحدهای جدید شامل:  
   هیدروفویل‌هایی با پرتوهای مختل‌کننده سلاح.  
   هلیکوپترهای بدون سلاح با پرتوهای انجماد و کوچک‌کننده.  
   ناوشکن دوزیست با زره مغناطیسی که می‌تواند آتش دشمن را جذب کند.  
واحدهای متحدین لهجه‌ها و حالت‌های قهرمانانه متنوعی دارند—مثلاً واحد پایه پیاده‌نظام آن‌ها Peacekeeper است که ظاهراً از پلیس ضد شورش الهام گرفته شده. فناوری زمان پیشرفته Red Alert 2 تا حد زیادی (اما نه کاملاً) از بین رفته، بنابراین سلاح فوق‌پیشرفته Chronosphere باقی مانده و تانیا این‌بار با یک کمربند زمان مجهز شده که به او اجازه می‌دهد موقعیت و سلامت خود را چند ثانیه به عقب برگرداند. پیشرفت‌های متحدین در غیاب اینشتین توسط شرکت FutureTech هدایت می‌شود. از آنجا که ساخت پایگاه و فناوری زمان‌بر است، متحدین برای بازیکنان صبور مناسب‌تر هستند. نقطه قوت اصلی متحدین قدرت هوایی آن‌هاست که بهترین انتخاب هواپیماها از بمب‌افکن‌ها تا جنگنده‌های برتری هوایی را شامل می‌شود. سلاح نهایی متحدین اکنون برخورددهنده پروتون است—توپی که پنج پرتو انرژی پرتاب می‌کند و به‌صورت انفجارهای اتمی منفجر می‌شود.  
امپراتوری خورشید تابان: فناوری و روان‌شناسی  
این جناح دارای سامورایی‌های زره‌پوش با تفنگ‌های انرژی و کاتانا، مکاهای غول‌پیکر تغییرشکل‌دهنده، نینجاها، و هواپیماهای زیرآبی است. بسیاری از واحدهای کلیدی امپراتوری می‌توانند تغییر فرم دهند و از حالت زمینی به هوایی یا دریایی به هوایی تبدیل شوند که انعطاف‌پذیری بیشتری نسبت به واحدهای متحدین و شوروی به آن‌ها می‌دهد. در مقابل، برخی از واحدهای اصلی آن‌ها ضعیف‌تر از همتایان خود هستند و بازیکن را مجبور می‌کنند تا آن‌ها را به تعداد زیاد تولید کنند یا از آن‌ها با پشتیبانی مؤثر استفاده کنند.  
با این حال، واحدهای دریایی ژاپنی بسیار قوی هستند—از ناوشکن‌های تخصصی ضد کشتی تا نبردناوهای سنگین. پایگاه‌های پیشرو آن‌ها به‌راحتی ساخته می‌شوند و پایگاه‌های کامل به انرژی زیادی نیاز ندارند. همچنین، ساختمان‌های آن‌ها نیاز به مجاورت ندارند، که به امپراتوری اجازه می‌دهد پایگاه‌های خود را بسیار سریع‌تر و کارآمدتر گسترش دهد—و در نتیجه معادن را سریع‌تر تصاحب کند.  
در این خط زمانی تغییریافته، ژاپنی‌ها اکنون استاد سلاح‌های روانی هستند—نه فقط با کماندوی خود، بلکه با سلاح نهایی Psionic Decimator که یک موج انرژی روانی پرتاب می‌کند و به‌راحتی یک پایگاه را نابود می‌کند. آن‌ها همچنین Nanoswarm Hive را دارند—دستگاهی که یک سپر نانویی ثابت ایجاد می‌کند و از ورود یا خروج هر چیزی جلوگیری می‌کند.  
کمپین و صحنه‌های لایو اکشن  
کمپین بازی به تم جنگ جدی اما همراه با طنز خود ادامه می‌دهد و شامل لانه آتشفشانی مخفی، نفوذگر آندرویدی (در کمپین امپراتوری) و حتی رئیس‌جمهور دیوانه ضد شوروی ایالات متحده می‌شود. همچنین، بازی از صحنه‌های لایو اکشن با بازیگران واقعی استفاده می‌کند که فیلمبرداری آن‌ها از آوریل ۲۰۰۸ آغاز شد.  
جمع‌بندی:  
Red Alert 3 با حفظ ماهیت سری، تغییرات بزرگی مانند جنگ دریایی گسترده، کمپین مشارکتی و جناح سوم منحصربه‌فرد را معرفی کرد. اگرچه برخی مسائل مانند مسیریابی واحدها و پایداری نت‌کد مورد انتقاد قرار گرفتند، اما ترکیب استراتژی عمیق و طنز پررنگ آن را به یک تجربه جذاب برای طرفداران سبک تبدیل کرده است.

## داستان
پیش‌زمینه  
در آستانه شکست اتحاد جماهیر شوروی از متحدین، ژنرال نیکولای کروکوف (اندرو دیوُف) و سرهنگ آناتولی چردنکو (تیم کری) با استفاده از یک ماشین زمان در زیر کرملین به سال ۱۹۲۷ سفر می‌کنند تا آلبرت اینشتین را در کنفرانس فیزیک سولوی حذف کنند. با بازگشت به زمان حال، متوجه می‌شوند که چردنکو اکنون رهبر اتحاد شوروی است و این امپراتوری در آستانه فتح اروپاست. اما ناگهان، امپراتوری خورشید تابان (ژاپن) به هر دو ابرقدرت اعلان جنگ می‌دهد و خواستار سلطه بر جهان می‌شود. با نابودی اینشتین، سلاح‌های هسته‌ای هرگز ساخته نشده‌اند و شوروی در برابر تهاجم ژاپن بی‌دفاع است. این آغاز جنگ جهانی سوم است—این‌بار به صورت سه‌جانبه بین شوروی، متحدین و امپراتوری ژاپن.  
کمپین شوروی  
بازیکن در نقش یک فرمانده شوروی ابتدا باید نیروهای ژاپنی را از لنینگراد بیرون براند، یک پایگاه پرتاب ماهواره را ایمن کند و ولادی‌وستوک را بازپس گیرد. سپس، با اتحاد متحدین تحت رهبری رئیس‌جمهور آکرمن (جی.کی. سیمونز) مواجه می‌شود و به اروپا حمله می‌کند:  
نابودی مقر متحدین در ژنو.  
تصرف یک آزمایشگاه تحقیقاتی در میکونوس.  
حمله به پایگاه هوایی فون اسلینگ در ایسلند.  
در این میان، چردنکو ادعا می‌کند که ژنرال کروکوف قصد کشتن او را داشته و دستور اعدام او را صادر می‌کند. سپس، شوروی به ژاپن حمله می‌کند تا امپراتور یوشیرو (جورج تاکی) را در کاخش در کوه فوجی بکشد. پس از نابودی امپراتوری، دکتر زلینسکی (پیتر استورمر)، سازنده ماشین زمان، سعی می‌کند حقیقت را فاش کند، اما ارتباط قطع می‌شود.  
چردنکو با حیله یک معاهده صلح، رهبران متحدین را به جزیره ایستر می‌کشاند تا آن‌ها را حذف کند، اما سپس به فرمانده خود خیانت می‌کند. فرمانده شوروی چردنکو را در قلعه آتشفشانی اش شکست می‌دهد و او را می‌کشد. در پایان، با حمله به نیویورک و نابودی مجسمه آزادی، جنگ به پیروزی می‌رسد و فرمانده به عنوان رهبر جدید شوروی تاجگذاری می‌کند.  
کمپین متحدین  
بازیکن در نقش یک فرمانده متحدین، ابتدا تهاجم شوروی به بریتانیا را دفع می‌کند و سپس عملیات‌هایی در اروپا انجام می‌دهد:  
آزادسازی کان و نجات رهبران متحدین.  
نابودی مقر شوروی در هایدلبرگ.  
با ظهور امپراتوری ژاپن و حمله به متحدین و شوروی، دو ابرقدرت موقتاً متحد می‌شوند تا قلعه شناور ژاپنی‌ها در دریای شمال را نابود کنند. اما رئیس‌جمهور آکرمن، که با این اتحاد مخالف است، دست به کودتا می‌زند و با یک سلاح لیزری مخفی در مونت راشمور قصد نابودی مسکو را دارد. فرمانده متحدین او را شکست داده و آکرمن را می‌کشد.  
سپس، متحدین و شوروی برنامه‌ریزی می‌کنند تا با حمله به توکیو، رهبری نظامی ژاپن را نابود کنند. اما شوروی در لحظه آخر پشت‌پا می‌زند و متحدین مجبور می‌شوند به تنهایی بجنگند. با این حال، فرمانده موفق می‌شود و امپراتوری را تضعیف می‌کند.  
پس از نبرد، دکتر زلینسکی به متحدین می‌پیوندد و از سفر در زمان شوروی پرده برمی‌دارد. او همچنین از پایگاه مخفی چردنکو در هاوانا خبر می‌دهد. فرمانده متحدین با حمله به کوبا، پایگاه کیِرووهای اصلاح‌شده شوروی را نابود می‌کند. سپس به لنینگراد منتقل شده و چردنکو و ژنرال‌هایش را در قلعه پیتر و پل محاصره می‌کند. چردنکو سعی می‌کند به ماه فرار کند، اما دستگیر شده و به زندان سرمایی فرستاده می‌شود. در پایان، معاون رئیس‌جمهور قدرت را به دست می‌گیرد و از فرمانده به عنوان قهرمان تقدیر می‌کند.  
کمپین امپراتوری خورشید تابان  
بازیکن در نقش یک سامورایی وفادار به شاهزاده تاتسو (ران یوان) است. امپراتور یوشیرو معتقد است با حمله به نمادها (مانند هالیوود) می‌توان روحیه دشمن را شکست، اما شاهزاده تاتسو ترجیح می‌دهد مستقیماً به اهداف نظامی ضربه بزند. پس از حمله متحدین به پرل هاربر و یک قلعه شناور امپراتوری، ژاپن به هالیوود حمله می‌کند، اما متحدین و شوروی متحد شده و به یوکوهاما حمله می‌کنند.  
امپراتور با جایگزین کردن آکرمن با یک آندروید مشابه، از خیانت زلینسکی و سفر در زمان شوروی مطلع می‌شود. این موضوع او را متحیر می‌کند، چون اگر تاریخ قابل تغییر باشد، پس تقدیر الهی معنایی ندارد! او فرماندهی را به پسرش می‌سپارد. تحت رهبری تاتسو:  
تهاجم متحدین شوروی به یوکوهاما دفع می‌شود.  
کرملین مورد حمله قرار گرفته و چردنکو و کروکوف کشته می‌شوند.  
در نهایت، امپراتوری به آمستردام (مقر متحدین و شرکت FutureTech) حمله می‌کند.  
در آستانه پیروزی، زلینسکی یک سلاح فوق‌پیشرفته آزمایشی را فعال می‌کند که تقریباً همه چیز در شهر را نابود می‌کند، اما نیروهای باقی‌مانده ژاپن برنده می‌شوند. جنگ به پایان می‌رسد و فرمانده به عنوان شوگان اعظم تاجگذاری می‌کند.   

جمع‌بندی  
شوروی: با تغییر تاریخ، به قدرت بلامنازع تبدیل می‌شود اما در نهایت خیانت چردنکو را می‌بیند.  
متحدین: با افشای توطئه شوروی، برنده جنگ می‌شوند اما هزینه‌های سنگینی می‌پردازند.  
امپراتوری ژاپن: بین سنت و مدرنیته گیر کرده، اما در نهایت می‌تواند جهان را فتح کند.  
فیلم‌های لایو اکشن با بازیگرانی چون تیم کری (چردنکو)، جورج تاکی (امپراتور) و جی.کی. سیمونز (آکرمن) به داستان عمق می‌بخشند. این سه کمپین متفاوت اما به هم پیوسته، رد آلرت ۳ را به یکی از ماندگارترین بازی‌های استراتژیک تبدیل کرده‌اند.